# Реформи Гракхів
Рефо́рми Гра́кхів — суспільний рух у Римській республіці у 30—20-х рр. II ст. до н. е., очолений братами Гракхами, що прагнули шляхом демократичних реформ, спрямованих на перерозподіл державного земельного фонду, добитися відродження вільного римського селянства.

## Передумови руху Гракхів
Тривожним симптомом для пануючого класу Римської республіки було ослаблення військової могутності Риму внаслідок знеземелення селянства. За цензом 143року до н. е. число дорослих чоловіків, придатних для служби в легіонах, тобто таких, що мали земельну власність і римське громадянство, становило близько 324 тис., а за цензом 136 року до н. е. — вже близько 318 тис. За цензового принципу комплектування армії громадяни, що позбулися землі, вибували зі складу військових контингентів. Чисельність армії і її боєздатність падали. Рим втрачав характер античного поліса, в якому переважна більшість громадян була землеробами-воїнами. Могутність Риму, його влада над населенням завойованих територій і подальше розширення цих територій ставилися під загрозу. Серед бідноти назрівало незадоволення, яке завжди могло перейти у відкрите обурення. Сицилійське повстання 132 року до н. е. показало, що у разі такого обурення вільна біднота легко могла опинитися в одних рядах з повсталими рабами.
Все це викликало серйозну стурбованість в середовищі правлячої верхівки. Особливо була стривожена найдалекоглядніша частина нобілітету. У одному з аристократичних гуртків, що групувався навколо Сципіона Еміліана, зародилася думка про необхідність проведення широкої аграрної реформи, направленої на відновлення селянського землеволодіння, відродження селянства, а отже, й армії. Разом із землями, що знаходилися в приватній власності, в Римі ще продовжували існувати обширні території «суспільної ріллі» (ager publica). В середині II століття до н. е. переважна частина цих земель була окупована багатими нобілями, які широко використовували працю своїх численних рабів. Учасники гуртка Сципіона пропонували піддати цю землю перерозподілу: частково вилучити її у великих власників, оскільки право розпоряджатися цими земельними фондами збереглося за державою, і потім розподілити цю землю дрібнішими ділянками серед малоземельного або зовсім безземельного селянства.
Славний переможець Карфагена Сципіон Еміліан уважав становище безвихідним і передбачав занепад Риму. Оповідали про нього, що він як цензор наказував молитви не за поширення границь держави, а за її існування. Але ні він, ні його сучасники не зважувалися на ніякі зміни у фатальнім устрої громадянства.
Римські нобілі, володіючи громадськими землями з покоління в покоління протягом багатьох десятиліть, звикли дивитися на них, як на свою власність; тому всяка спроба проведення аграрної реформи не могла не натрапити на їхній запеклий опір.

## Тіберій Гракх
Боротьбу за проведення реформи очолив учасник кружка Сципіона і його родич — Тіберій Гракх. Він належав до знатного плебейського роду Семпроніїв. Предки Тіберія не раз займали провідні магістрати. З боку матері він був внуком Сципіона Африканського, переможця Ганнібала при Замі. Рано вступивши на шлях військової і політичної діяльності, Тіберій висунувся під час облоги і штурму Карфагена, а потім в Нумантинській війні. Розповідали, що на Тіберія, коли він відправлявся на війну, справив незабутнє враження вид Етрурії, де замість вільних римських землеробів він побачив тільки рабів, що працювали на полях або пасли худобу на пасовищах своїх власників. Сильний вплив на нього мали його близькі друзі — ритор Дісфан з Мітилени і стоїк Блоссій з Кум. Вони познайомили його з ідеями відродження поліса вільних, рівних громадян, що володіють невідчужуваними земельними наділами, що колись надихали народних вождів і реформаторів Греції еллінізму.
Тіберій був вибраний народним трибуном на 133 р. до н. е. Вступивши на цю посаду, він, посилаючись на стародавній закон Ліцинія і Секстіна, висунув свій проєкт встановлення обмежувальної норми для орендарів державної землі, вилучення у них надлишків землі і перерозподілу цих надлишків між малоземельними і безземельними римськими громадянами. Згідно з цим законопроєктом, голова сім'ї міг володіти не більше ніж 500 югерами державної землі, на кожного дорослого сина додавалося ще по 250 югерів, але в цілому не більше тисячі югерів на одну сім'ю. Вилучена понад цю норму у великих власників земля повинна була ділитися на ділянки по 30 югерів і віддаватися бідним громадянам у вічне і невідчужуване орендне користування. Для проведення цієї реформи Тіберій запропонував створити особливу комісію з трьох осіб, уповноважених вирішувати всі питання, пов'язані з вилученням і розподілом землі.
Висунувши свій законопроєкт, Тіберій спробував, як повідомляє Аппіан, звернутися до сенату. 
«Римляни, — говорив він, — завоювали велику частину землі і володіють нею; вони сподіваються підпорядкувати собі і решту її. В наш час[коли?] перед ними встає вирішальне питання: чи придбають вони решту землі завдяки збільшенню числа боєздатних людей або ж і те, чим вони володіють, вороги відберуть у них унаслідок їхньої слабкості».
 Проте велика частина сенаторів, що окупували великі  площі державних земель, виступала палкими супротивниками Тіберія.
«Збиралися громадами, голосили й доводили бідакам, скільки праці віддавна в цю землю вклали, як її обсівали й забудували; інші знову вказували, яку ціну платити сусідам за посілості, що їх тепер із тою землею мають втратити; покликувалися на могили предків у тій землі та що її дістали у спадщину по батьках, або добули як віно за жінками, або що донькам на віно віддали»

Зате плебс гаряче підтримав Тіберія. Законопроєкт Тіберія став прапором, навколо якого об'єдналися дрібні землевласники для боротьби проти великих власників-рабовласників. Зі всіх кінців Італії стікалися до Риму селяни, щоб взяти участь в голосуванні. Тіберій, що подумував спочатку лише про збереження воєнної могутності Риму, логікою подій перетворився на вождя широкого народного руху. У гарячих словах представив він народним зборам долю селян: 
«Дикі звірі в Італії мають свої нори, ями й логовища, але люди, що борються і вмирають за Італію, не мають нічого, окрім повітря і світла. Зі своїми жінками й дітьми вони блукають без захисту й без даху над головою. Коли полководці у боях заохочують вояків, щоб вели боротьбу в обороні домашніх жертовників і могил предків, вони говорять неправду: з тих усіх римлян ніхто не має ні домашнього вівтаря, ні могили предків! Вони воюють в обороні багатства й розкоші інших людей; називаються панами світу, а не мають ані скиби землі на власність!»
Плебс штовхнув помірного і обережного Тіберія на шлях рішучих дій. Сенат як представництво нобілів рішився не допустити до реформи і приєднав собі другого трибуна — Марка Октавія, щоб той виступив проти Гракха. Октавій, що сам мав у державі публічну землю, заявив своє «veto» проти реформ. Тіберій поставив на голосування питання: «Чи може бути народним трибуном той, хто йде проти інтересів народу?». Збори одностайно дали негативну відповідь, й один із визволених невільників стягнув Октавія з трибуни. Це був безпрецедентний випадок: за неписаною, але неухильно дотримуваною римською конституцією жоден магістрат не міг бути усунений з посади до закінчення терміну повноважень. Продемонструвавши, що конституцію можна безкарно порушити, Тіберій розпочав столітній період громадянської боротьби у Римській республіці, що закінчився ліквідацією республіканського устрою.
Після усунення Октавія законопроєкт Тіберія був ухвалений народним зібранням. Він сам, його молодший брат Гай і його тесть Аппій Клавдій були обрані в аграрну комісію. Незабаром Тіберій прямо зробив замах і на прерогативи сенату, провівши через його голову в народному зібранні закон про використання доходів від провінції Азії для надання допомоги одержуючим наділи.
Долаючи запеклий опір великих землевласників, комісія енергійно проводила реформу. Але час йшов, і наближався термін, закінчення річних повноважень Тіберія на посаді трибуна. Добре розуміючи, яке значення має для подальшого проведення реформи його владу трибуна, Тіберій всупереч звичаю повторно виставив свою кандидатуру на цей магістрат на наступний, 132 р. Нобілі, що вже готувалися розправитися з ненависним ним вождем плебсу, коли він стане приватною особою, зосередили тепер всі зусилля на тому, щоб не допустити вторинного обрання Тіберія. На нього посипалися звинувачення в порушенні стародавніх державних встановлень, в прагненні захопити одноосібну тиранічну владу і так далі.
В день виборів вороги реформи озброїли своїх клієнтів і прихильників, щоб силою завадити голосуванню. Положення Тіберія ускладнювалося тим, що багато хто з селян, зайнятих в цей час сільськогосподарськими роботами, не міг потрапити на вибори до Риму. На засіданні сенату один із сенаторів — Сципіон Назіка — назвав Тиберія тираном і закликав консула, щоб рятував республіку. Коли ж консул заявив, що не буде починати домашньої війни, Назіка крикнув: «Коли консул зраджує республіку, то хто хоче боронити права, нехай іде за мною». Юрба сенаторів зі шматками поламаних лавок кинулася на вулицю в народну юрбу. Всі з острахом почали втікати. Тиберія хтось ухопив за тогу, й він у самій туніці кинувся до втечі. Дорогою хтось ударив його ногою від лави, він упав, і тут його добили. Полягло тоді до 300 його однодумців, побитих колами й камінням. Тіла Тиберія не дозволено було поховати, а з іншими трупами кинено його до Тібру. З уцілілих гракхіанців багато хто був вигнаний з Риму. Блоссій втік на Сицилію, взяв активну участь в повстанні і загинув після його розгрому.
Але відкрито ліквідувати аграрну комісію сенат не зважився. Вона продовжувала свою діяльність і після загибелі Тіберія (поповнившись новими членами). В цілому за 15 років її діяльності близько 80 тис. чоловік отримали земельні наділи. Але супротивники реформи всіляко гальмували її роботу. Давність володіння і відсутність документів часто робили неможливим визначити, які ділянки належали власникові на правах приватної власності і які завдяки окупації. На цьому ґрунті виникали нескінченні тяжби і конфлікти, які комісія мала розбирати.

## Гай Гракх
Вперше у зв'язку з аграрною реформою зі всією гостротою встало питання про італіків. Згідно із законом Гракха у італійських союзників Риму державні землі відбиралися, а ділянок, що розподілялися тільки серед римських громадян, вони отримувати не могли. У цьому виявлялася певна обмеженість гракхіанського руху. Не зважаючи на те, що італіки брали участь нарівні з римськими громадянами у всіх війнах Риму, переваги римських громадян на них не розповсюджувалися. Багаті італіки прагнули отримати римське громадянство, щоб на рівних правах брати участь в експлуатації провінцій, бідним італікам римське громадянство дало б право на земельні наділи і дещо захистило б їх від свавілля римської влади.
У міру загострення боротьби за реформу від неї почали відходити деякі її колишні прихильники з середовища нобілітету. Між ними був і Сципіон Еміліан. Незадоволеність італіків дала йому привід загальмувати діяльність аграрної комісії; за його пропозицією вирішення справ про спірні землі було передане консулам.
У 125 р. до н. е. прихильник реформи Гракха консул Флакк запропонував був компенсувати італіків даруванням ним римського громадянства, але ця пропозиція зустріла таку бурю обурення в сенаті, що Флакк навіть не зважився поставити її на голосування. Провал проєкту Флакка викликав повстання в італійських містах Аскулі й Фрегеллах.
У цій напруженій обстановці прихильникам аграрної реформи вдалося провести в народні трибуни на 123 р. брата Тіберія Гракха — Гая, що володів блискучим ораторським даром і неабиякими здібностями державного діяча. Гай обіймав посаду народного трибуна два роки і за цей час не тільки відновив дію аграрного закону Тіберія, але і провів низку інших важливих заходів.
Враховуючи досвід Тіберія, він прагнув протиставити сенату широкий блок, в якому велику роль грав вже не тільки сільський, але і міський плебс і вершники. Селянство, розпорошене в краю, далеке від Риму, не відігравало вже значної ролі на зборах, і голосування вирішував звичайно міський пролетаріат. Тому, наприклад, він провів хлібний закон, що понизив ціни на хліб до 6 1/3 аса за модій, що становило приблизно половину його звичайної ціни. Він же зажадав, щоб плебс безкоштовно допускався на театральні вистави. Проведенням цих законів Гаю Гракху вдалося значно збільшити число своїх прихильників.
Рівночасно Гай старався добути собі допомогу могутніх капіталістів — еквітів (вершників). Інший закон Гая віддавав на відкуп римським вершникам збір податків і мит, встановлених для провінції Азії. Щоб забезпечити відкупників від судових переслідувань, суди з розбору справ про зловживання в провінціях були відібрані від сенаторів, і передавалися вершникам, з числа яких і виходили найбільші відкупники. Закон про азіатські відкупи був вигідний і багатьом більш-менш спроможним плебеям, що брали участь у відкупних товариствах. Щоби збільшити доходи представників цих кругів, Гай Гракх намітив план широкого державного будівництва доріг і громадських будівель, до якого притягувалися підрядчики з їхніми рабами; будівельні роботи могли також доставити заробіток і вільній бідноті. Цим він підірвав авторитет сенату й рівночасно прихилив до себе еквітів, що могли допомогти йому і своїми грішми, і впливами.
Завдяки тим законам Гай мав забезпечені на народних зборах голоси і капіталістів, і пролетаріату, й на тому опер свої впливи. «Коли народ прийняв ці права, — пише Плутарх, — Гай здобув собі майже монархічну владу.так що й сенат йому підлягав». Він уповні використовував свої трибунські права, так що своїм «veto» міг усувати всякі розпорядки урядовців і на прихильних йому народних зборах міг проводити всякі закони. Без перешкоди став удруге трибуном, бо вже ніхто не відважувався виступати проти нього.

Тоді Гай почав виконувати свій головний план — перебудови Римської держави й громадянства. Його ініціатива йшла в різних напрямках. Так, він переорганізував поділ громадян на центурії, усуваючи сенаторів із центурій кінноти. Провів новий закон про військову службу, наклав на державу обов'язок доставляти воякам одяг, заборонив приймати до війська молодь нижче 17 років. Урегулював поділ провінцій між консулами. Зреформував спосіб державлення публічних данин. Розпочав будову нових доріг. Почав осаджувати нові колонії, як в Італії, так і в провінціях. Поширив аграрні закони Тиберія. Всі ухвалені закони сам уводив у життя, сам усе доглядав і всім кермував. 
«Хоч мав стільки великих праць, не знати було на ньому втоми, все виконував з незвичайною скорістю й роботящістю, так що навіть ті, що його ненавиділи і його боялися, дивувалися з його талантів, з якими він усе виконував і все викінчував» Плутарх.
Знаходячи нові земельні фонди для надання наділів незаможнім, Гай Гракх вперше задумав вдатися до колонізації провінцій. Він провів закон про заснування колонії на місці зруйнованого Карфагена, де 6 тис. чоловік повинні були отримати по 200 югерів землі для організації міцних господарств. Цей захід повинен був сприяти зміцненню римського впливу і влади в провінціях, а разом з тим розрядити напружену обстановку в Італії.
Всі ці почини зустрічали підтримку як плебсу, так і вершників, що об'єдналися проти нобілітету. Час Гракхів був часом недовгого підйому римської рабовласницької демократії, але історичні умови в Римі склалися менш сприятливо для розвитку демократії, ніж в Афінах. Більший, ніж в Греції, розвиток рабства і величезні доходи, що витягувалися за рахунок пограбування провінцій, прискорювали перетворення значної частини міського плебсу на елементи чисто паразитичні. Ті ж причини дозволили великим рабовласникам, нобілітету, підгодовувавши міський плебс, утримувати провідну роль в політичному житті. Сільський плебс був слабкий і роздроблений через ділення селянства на римських громадян і італіків. Коли Гай Гракх вніс проєкт про наділ італіків громадськими правами, серед його прихильників почався розкол. Вершники боялися конкуренції італійських ділків, плебс — нових претендентів на землю і дешевий хліб. Тодішній консул Гай Фанній у своїй промові сказав: «Чи ви думаєте, що тоді, як союзники дістануть право громадянства, для вас іще залишиться місце на зборах або ігрищах і святах? Чи не розумієте, що вони заберуть у вас усе?»
Розкол серед прихильників Гракха був посилений виступом ставленика нобілітету трибуна Лівія Друза, що висунув свідомо нездійсненну, демагогічну пропозицію про заснування 12 колоній у самій Італії, що влаштовувало бідноту більше, ніж від'їзд в далеку африканську провінцію. Незабаром після того, як Гай Гракх повернувся з Африки, куди він їздив для влаштування нової колонії, маючи на думці здобути третій трибунат, зрадливий народ відвернувся від нього, і його супротивники перейшли у вирішальний наступ. На зборах дійшло до збройної боротьби, й сенат оголосив в Римі надзвичайний стан. Як і 11 років тому, Рим став свідком кривавого зіткнення, і знову гракхіанці зазнали поразки. Гай Гракх і його прихильники укріпилися на Авентинському пагорбі, але проти нього було вислано військо й почато облогу. Проти гракхіанців виступили сенатори, частина вершників, що прилучилися до сенату, наймані критські стрільці. Гай видобувся з Авентина і пробував утекти за Тібр. Але коли побачив, що вороги його переслідують, наказав вірному невільникові себе вбити. За його голову була виплачена обіцяна сенатом велика нагорода. Тоді почався погром його прихильників — убито їх до 3000, тіла їхні потоплено в Тібрі, майно сконфісковано, а жінкам не дозволено носити жалоби. На місці, де розігралася домашня боротьба, сенат наказав побудувати святиню богині Згоди.

## Результати руху Гракхів
Боротьба, очолювана Гракхами, закінчилася перемогою. Результати цієї боротьби показали, що збереження стійкого дрібного землеволодіння — однієї з основ республіканського ладу — в умовах розвиненого рабовласництва, бурхливо зростаючих грошових стосунків і лихварства стало вже неможливим. У зв'язку з цим і роль сільського плебсу в політичному житті Риму поступово стає все менш і менш значною.
Унаслідок перемоги сенату реформи Гая Гракха впали. Передусім було знесено аграрний закон. Постановою з 119 до н. е. вирішено, що державна земля, що була в руках приватних державців, переходить в їхню власність. Таким чином, нобілітет закріпив за собою всі ті публічні землі, що їх Гракхи хотіли передати народові. Селянство небагато скористалося з наділу ґрунтів. Спочатку зобов'язувала постанова, що земель, добутих силою аграрних законів, не вільно нікому продавати; селяни мали обов'язок загосподарити їх і своїх осель не залишати. Здавалося, що цим селянство прийде до добробуту і стане сильною верствою. Але в дійсності виявилося, що селян уже не можна було вирятувати від занепаду. Нові поселенці з міського пролетаріату відвикли вже від хліборобства.
Упали також широкі колонізаційні проєкти, з якими виступав Гай Гракх. Тільки в деяких околицях були утворені колонії, призначені для римських поселенців. Після придушення гракхіанців рух за аграрну реформу тимчасово затихнув частково тому, що багато хто вже отримав землю, частково завдяки підкоренню та обернена в провінцію частини заальпійської Галії, де в 118 р. до н. е. була заснована колонія Нарбон. Тут відкривалося нове поле діяльності для багатьох римлян та італіків, які швидко наповнили цю область, незабаром цілком романізовану.
Ряд подальших аграрних законів, підсумок яким підвів закон, виданий в 111 р. до н. е., звів нанівець результати гракхової реформи. Цей закон, автором якого Аппіан називає Борія (за іншими версіями йдеться про Торія, Боарія, Верія, Фурія, Бурра або ж Бебія), оголосив приватною власністю італійські і провінційні землі, що знаходилися в окупації приватних осіб, і дозволяв продаж наділів, розданих аграрною комісією Гракхів. Результатом його з'явилася ще більша концентрація землі в руках небагатьох. Вже в 104 р. до н. е. народний трибун Марцій Філіпп заявив, що не більше 2 тисяч сімей в Римі мають хоч якусь нерухомість. Величезна маса безземельних селян перетворилася на клієнтів нобілів, отримуючи у них невеликі земельні ділянки за виплату частини урожаю і виконання різних повинностей. Оскільки велика частина державної землі Італії перейшла в приватні руки, то для розв'язання аграрного питання належало знаходити нові шляхи. Невирішеним залишалося і питання про італіків.
Але сенатові не повелося скасувати справді шкідливі закони Гая про роздачу збіжжя в містах та про суди еквітів. Безплатне роздавання збіжжя стало привілеєм римського пролетаріату, якого вже не можна було усунути, бо в Римі прийшло б до революції. Цей шкідливий звичай підтримували різні амбітні діячі, що завдяки йому добували собі прихильність народу для особистих цілей. Цей «збіжжовий закон» у значній мірі підірвав також аграрні реформи, бо мешканці сіл сунули до міста, маючи надію знайти тут легші умови життя, ніж на ріллі. З другого боку, еквіти затримали за собою права суддів —привілей, що дозволяв їм укривати зловживання, яких допускалися у провінціях.
Зміст боротьби, яка розвернулася в Римській республіці після придушення руху Гракхів, полягав в тому, що великі рабовласники прагнули до найбільшого розвитку приватної власності і різко виступали проти всіх її обмежень. Об'єктивно це була боротьба за широкий розвиток рабовласницького способу виробництва, яке виявилося несумісним з переважанням дрібних селянських господарств. Але, оскільки з розвитком великого приватного землеволодіння і знеземелення селян, що витіснялися рабами, політичні права широких верств населення все більш і більш урізувалися, це була одночасно боротьба великих рабовласників проти рабовласницької демократії, можливої лише в умовах античного полісу, що складається з громадян, які є разом з тим землевласниками. Зовні ця боротьба виражалася в складних зіткненнях оптиматів (тобто найкращих) і популярів (тобто народних), як почали іменувати себе прихильники нобілітету і прихильники плебсу.
Стан еквітів переходив раз на одну сторону, раз — на другу. Соціальні змагання еквітів часто йшли тими самими шляхами, що й нобілів. Але через те, що нобілітет не хотіла допустити еквітів до влади, вони були примушені йти рука в руку з популярами. Одначе не раз радикалізм нас лякав їх, і вони готові були на компроміс із сенатом.